# 国木田かっぱ
国木田 かっぱ（くにきだ かっぱ、1964年4月26日 - ）は、日本の俳優、タレント。リコモーション所属。

## 来歴・人物
モノマネ番組で河童の真似をしたことがきっかけで、あのねのねの原田伸郎に弟子入りし付き人となった。原田から「田」の文字を、原田の相方である清水国明から「国」の文字をもらい、「国木田 かっぱ」の芸名となった。
1985年から1997年までは「かっぱ」の名で「かっぱのドリームブラザーズ」を主宰していた。喫茶芝居『贅沢な日常カタログ（※）』という喫茶店で行う芝居を嶋田典子と共に月一で行っている。また、コントユニット「ルーキー」と劇団「はちみつパイ」の集団として出演、また、2002年から『PETE ROSE』という名前でバンド活動も行っている。
日本テレビの「ズームイン!!朝!」にキャスター・レポーターとして出演し、「ズームイン!!SUPER」→「ZIP!」と番組リニューアル後も引き続き出演している（一時「〜SUPER」でローカルパート「イチ押し情報」のレギュラーも務めていたこともあったが、2006年7月以降は原則として全国パート限定担当となっている）。
「ズームイン!!サタデー」でも、応援としてキャスターを務めることがあり、さらには1999年8月27日放送の「ズームイン!!朝!」では、司会の福澤朗が夏休みに入ったピンチヒッターとして、東京のスタジオから代役を務めた。
エルヴィス・プレスリーの熱烈なファン。テレビ出演の際、エルヴィスがデザインされた服を着ていることも多い。ファンクラブの会報誌に連載も持っている。
2013年4月13日早朝に淡路島で震度6弱を観測した地震が発生した際、放送中の「ズームイン!!サタデー」に電話で生出演した。
2016年3月5日放送の出演を最後に「ズームイン!!サタデー」を降板した。

## 出演

### 情報番組
現在 
- 朝生ワイド す・またん!&ZIP!（読売テレビ)  - 『ZIP!』へは実質上の『す・またん!』枠にあたる関西ローカル枠のみ出演。

 過去 
- ズームイン!!朝!（読売テレビ）
- ズームイン!!SUPER（読売テレビ）
- ズームイン!!サタデー（日本テレビ） - 『ジャスト日本（→かっぱの上陸放浪記）』に月1回出演。

### テレビドラマ
- いのちの現場から（1992 - 1999年） - 長沢小太郎 役
- 連続テレビ小説（NHK）
  - オードリー（2000年）- 片桐 役
  - 芋たこなんきん（2006年）
  - ウェルかめ（2009年 - 2010年） - 嶋田昭夫 役
  - カーネーション（2011年） - 客 役
  - ごちそうさん（2014年） - 諸岡勤 役
  - マッサン（2014年） - 鍋島 役
  - わろてんか（2017年） - 平助 役
  - まんぷく（2019年） - 松木彦春 役
  - おちょやん（2021年） - 仲人・木村 役
  - ブギウギ（2023年） - 三谷 役
- 科捜研の女（テレビ朝日）
  - Season10 第9話（2010年9月9日） - 三田村健 役
  - Season19 第6話（2019年5月23日） - 猫手浩一郎 役
  - Season20 第3話（2020年11月5日） - 百瀬亮典 役
  - season24 第1話（2024年7月3日） - 烏丸設備社長 役
- おみやさん（テレビ朝日）
  - 第8シリーズ 第7話（2011年6月9日） - 藤沢さとし 役
  - スペシャル 第2弾（2016年10月15日） - 小林宏樹 役
- 月曜ゴールデン「遺品整理人 谷崎藍子3」（2012年11月5日、TBS） - 警官 役
- 遺留捜査（テレビ朝日）
  - 第4シーズン 第1話（2017年7月13日） - 中村課長 役
  - 第6シーズン 第7話（2021年2月25日）
  - 第7シーズン 第2話（2022年） - 森木勇平 役
  - SP11（2023年） - 茂木達也 役
- 日曜ワイド狩矢父娘シリーズ19（2017年9月24日） - 岡口智栄 役
- 刑事ゼロ 第7話（2019年2月21日） - 笹岡鑑識官 役
- 日曜プライム おかしな刑事22・24（2020年1月19日・9月20日） - 三条惟光 役
- 大河ドラマ 青天を衝け（2021年、NHK） - 崎玉清兵衛 役
- IP〜サイバー捜査班（2021年、テレビ朝日） - 堀川浩司 役

### 映画
- 地球のへそ a navel of the earth（2008年11月29日）
- 茜色の約束-サンバDO金魚-（2012年2月25日、百米映画社）
- 多十郎殉愛記（2019年4月12日、東映）
- かぞくわり（2019年1月19日、日本出版販売）

### バラエティ番組
- かっぱ＆コングの街でカッポれ（1996年、KBS京都）

### ラジオ番組
- かっぱのサララ（朝日放送ラジオ）

### オリジナルビデオ
- メタル侍（2008年 - 2009年、コロムビアミュージックエンタテインメント） - 平八 役